# Karen Rafferty
Karen Rafferty (nacida McMenemy) es una ingeniera eléctrica y académica. la directora de la Escuela de Electrónica, Ingeniería Eléctrica e Informática de la Universidad de la Reina de Belfast. Investiga realidad virtual y aumentada para aplicaciones en asistencia sanitaria y automatización.

## Biografía
Rafferty asistió a la Academia St. Patrick's Girls, Dungannon Co. Tyrone y estudió Ingeniería Eléctrica y Electrónica en la Universidad de la Reina de Belfast. Tras un año de prácticas industriales con NIE y en Noruega obtuvo su máster, con distinción, en 1999. Se quedó en la misma universidad para cursar sus estudios de posgrado, durante los cuales se especializó en procesamiento de imágenes. Su Doctorado fue respaldado por la Civil Aviation Authority (Reino Unido) para investigar técnicas de reconocimiento de patrones y procesamiento de imágenes. Su investigación incluyó la detección del medio ambiente y, en particular, consideró la evaluación automática y la validación del rendimiento de las matrices de iluminación durante el proceso de aterrizaje en aeropuertos. Tras completar su doctorado, bajo la supervision del Dr. Gordon Dodds, trabajó como docente y completó un Certificado de Postgrado en Educación Superior en 2005. Rafferty innovó en cuanto a métodos de enseñanza, introducciendo gráficos y animaciones en los módulos de evaluación del curso de Ingeniería Eléctrica y Electrónica. Desde 2000 sus intereses de investigación la han llevado a centrarse más en la Realidad Virtual (VR) y Aumentada (AR), especialmente: cómo mejorar los aspectos visuales de VR y AR a través de interfaces con otros sentidos.

## Trayectoria Científica
Rafferty fue nombrada profesor en la Facultad de Ingeniería Eléctrica y Electrónica de la Universidad de la Reina de Belfast. Su trabajo giró alrededor de la realidad virtual y la retroalimentación táctil. Su investigación se centra en salud, desde la capacitación de personal a la asistencia sanitaria, y en automatización. Está involucrada en Performance without Barriers, un programa de investigación que pretende facilitar el acceso a la música y el rendimiento en ese campo.
En 2016, Rafferty fue nombrada Directora Adjunta de la Facultad de Ingeniería Eléctrica y Electrónica y de Ciencias de la Computación (EEECS) en la Universidad de la Reina de Belfast. Fue ascendida a Directora de la Facultad en 2018. Desempeña el puesto de coordinadora Athena SWAN para EEECS, y ha estado involucrada con la beca de Inclusion Matters del Consejo de Investigación de Ingeniería y Ciencias Físicas (EPSRC). Sirve como jueza para los premios en Tecnología de la información del periódico Belfast Telegraph. En 2019 anunció cuarenta becas completas en ciberseguridad en la Universidad de la Reina de Belfast.

### Premios y honores
Entre sus premios y honores destacan:
- 2005 Premio a la Enseñanza de la Royal Academy of Engineering[13]
- 2011 Premio Worshipful Company of Scientific Instrument Makers
- 2011 Premio a la Innovación de Institution of Engineering and Technology
- 2018 Mención Miembros del personal docente más inspiradores y motivadores del Sindicato de estudiantes de la Universidad de la Reina de Belfast[14]
- 2019 Premio Springer al Mejor Artículo[15]

### Publicaciones destacadas
Entre sus publicaciones destacan:
- Rafferty, Karen (2014). Engineering Innovative Products Practical Experience. Wiley. ISBN 9781118757734.
- Rafferty, Karen (2010). «Short, medium and long term load forecasting model and virtual load forecaster based on radial basis function neural networks». International Journal of Electrical Power & Energy Systems 32: 743-750.
- McMenemy, Karen (2007). «A hitchhiker's guide to virtual reality». AK Peters/CRC Press.